# 博羅克 (安德魯紹夫卡區)
50°9′19″N 28°59′33″E / 50.15528°N 28.99250°E
博羅克（烏克蘭語：Борок），是烏克蘭北部的村莊，隸屬日托米爾州的日托米爾區。該村面積7.09平方公里，2001年人口5，人口密度每平方公里0.71人。